# 范神成
デーヴァニカ（サンスクリット語: देवनिक, ラテン文字転写: Devanika, 生年不詳 - 480年）は、チャンパ王国（林邑国）第3王朝の第3代国王（在位：446年 - 480年）。漢文史料では范神成（はんしんせい、ベトナム語: Phạm Thần Thành）と記され、プラーサート・ワット・プーのシェスタプラ碑文にその名が見える。

## 生涯
范陽邁2世の子（あるいは孫とも）。先王の死後即位した。455年に長史の范龍跋を南朝宋に遣使し、范龍跋は孝武帝から揚武将軍に任じられた。459年2月11日には長史の范流を使者として派遣し、金銀器と香布諸物を献じた。472年3月25日にも宋に遣使している。

## 参考資料
- George Cœdès (May 1, 1968). The Indianized States of South-East Asia. University of Hawaii Press. ISBN 978-0824803681
- Geetesh Sharma (2010). Traces of Indian Culture in Vietnam. Rajkamal Prakashan. ISBN 978-8190540148
- 『宋書』巻六 本紀第六 孝武帝
- 『宋書』巻八 本紀第八 明帝
- 『宋書』巻九十七 列伝第五十七 夷蛮
- 『南斉書』巻五十八 列伝第三十九 林邑国
- 『梁書』巻五十四 列伝第四十八 林邑国
- 『南史』巻七十八 列伝第六十八 林邑国
- 『冊府元亀』巻九百六十八 朝貢第一

| スタブアイコン | サブスタブ | この項目は、まだ閲覧者の調べものの参照としては役立たない、人物に関連した書きかけの項目です。この項目を加筆・訂正などしてくださる協力者を求めています（P:人物伝/PJ:人物伝）。 |